# Asla Veteläinen
Asla Veteläinen (* 1995) ist ein finnischer Unihockeyspieler, der beim Nationalliga-A-Verein UHC Waldkirch-St. Gallen unter Vertrag steht.

## Karriere
Veteläinen stammt aus dem Nachwuchs von OLS und wechselte später zu SS Rankat Ankat. 2019 kehrte er zu seinem Ausbildungsverein zurück. Nach zwei produktiven Saisons wurde er vom Schweizer Nationalliga-A-Vertreter UHC Waldkirch-St. Gallen unter Vertrag genommen.